# Kingdom Hearts Birth by Sleep
Kingdom Hearts Birth by Sleep (キングダム ハーツ バース バイ スリープ?, Kingudamu Hātsu Bāsu bai Surīpu) è un action RPG sviluppato e prodotto da Square Enix per PlayStation Portable. Il gioco è uscito in Giappone il 9 gennaio 2010, mentre nel Nordamerica e in Europa è stato pubblicato, rispettivamente, il 7 e il 10 settembre 2010.
Il gioco utilizza un sistema di battaglia differente dai precedenti giochi della serie. Il gioco è il prequel del primo Kingdom Hearts per PlayStation 2 ed ha luogo dieci anni prima, concentrandosi sui viaggi di Terra, Aqua e Ventus nel loro viaggio tra i mondi, affrontando creature note come Nesciens mentre sono alla ricerca dello scomparso maestro Xehanort. Il giocatore ha la possibilità di compiere tre avventure distinte con i tre personaggi.
Lo sviluppo di Birth by Sleep è iniziato nel giugno 2005, con parti di Kingdom Hearts II e Kingdom Hearts II Final Mix atte ad anticipare il gioco. Il gioco è stato diretto da Tetsuya Nomura e co-diretto da Tai Yasue. Nomura lo ha definito "Episodio 0" ("Episodio 0.1" dopo l'uscita di Kingdom Hearts χ) dicendo che il gioco ricorpre la medesima importanza nella serie di Kingdom Hearts e Kingdom Hearts II. Il gioco è stato ben accolto, vendendo 1,27 milioni di copie in tutto il mondo a novembre 2010 e ricevendo commenti positivi dalle pubblicazioni di videogiochi. I critici hanno elogiato il gameplay, la grafica, la musica e la trama del gioco, accogliendo meno favorevolmente il level design ed i personaggi. Una versione ad alta definizione dell'edizione Final Mix è stata pubblicata come parte della collezione Kingdom Hearts HD 2.5 Remix per PlayStation 3 nel 2014 ed anche in Kingdom Hearts HD 1.5 + 2.5 Remix, una raccolta successiva pubblicata per PlayStation 4 nel 2017, Xbox One nel febbraio 2020 e Microsoft Windows nel 2021.

## Trama
La Terra di partenza è una landa incantata e lussureggiante dove Luce ed Oscurità sono in equilibrio. Tre amici, Ventus (detto "Ven"), Aqua e Terra, si stanno allenando qui per diventare maestri del Keyblade sotto lo sguardo del loro maestro, Eraqus: per Terra ed Aqua l'ora di sottoporsi all'esame è prossima.
Il giorno dell'esame, Eraqus invita ad assistere anche un suo vecchio amico, il maestro Xehanort. L'esame ha inizio e viene portato a termine nonostante un piccolo sabotaggio per mano di Xehanort durante la prima prova: al termine, solo Aqua viene nominata Maestra in quanto Terra, seppur per un breve attimo, non è riuscito a controllare la sua oscurità interiore. Terra è sconsolato ma il maestro Xehanort lo raggiunge dicendo che deve imparare a controllare e incanalare l'Oscurità, non a temerla e respingerla. Il maestro Eraqus istruisce Aqua sui doveri e i segreti di un Maestro, carica che la rende infatti responsabile e guardiana del perfetto equilibrio tra Luce ed Oscurità; tuttavia viene avvertita dall'ex-maestro Yen Sid che una nuova specie oscura, i Nesciens, sta attaccando i mondi e tutti i Maestri sono chiamati a sventare questa minaccia, ma Xehanort pare irrintracciabile: Eraqus incarica dunque Aqua e Terra di indagare sul nemico e sulla scomparsa dell'ambiguo maestro, e annuncia a Terra che questa avrebbe potuta essere la sua occasione per rifarsi e provare a sua volta di essere degno del Simbolo di maestria; nonostante ciò, Eraqus affida in segreto ad Aqua l'incarico di sorvegliare l'amico, il cui cuore sembra troppo facilmente soggetto all'Oscurità. Intanto Ven, preoccupato per l'umore dell'amico, è raggiunto nei suoi alloggi da un ragazzo mascherato che inizia a insinuare dubbi e inquietudini nell'animo di Ventus riguardo Terra, decidendo di seguirlo e partendo dinnanzi agli occhi di Aqua ed Eraqus, il quale, allarmato, ordina alla ragazza di trovarlo e riportarlo a casa prima che entri in contatto con l'Oscurità.
Durante il loro viaggio, Terra, Ventus e Aqua esplorano diversi mondi, facendo conoscenza con nuovi alleati e alcune delle Principesse del cuore, che poi saranno al centro di rocambolesche vicende in cui i tre guerrieri dovranno fronteggiare i Nesciens e gli antagonisti principali, come Ade e Malefica. Terra durante il suo viaggio affronta l'Oscurità dentro di sé, per cui gli antagonisti dei vari mondi tenteranno più volte di manipolarlo nei loro malvagi intenti; viene inoltre in contatto con il maestro Xehanort, il quale gli chiede di scovare Vanitas, il misterioso ragazzo mascherato già incontrato da Ven, e fermarlo. Ventus, intraprendendo il suo viaggio all'inseguimento dell'amico, ad un certo punto si imbatte nuovamente in Vanitas, il quale lo costringe al combattimento: Ven si dimostra decisamente più debole del suo avversario e viene salvato all'ultimo momento da Topolino, allievo di Yen Sid, col quale riesce a respingere Vanitas, che se ne va nel mezzo dello scontro. Aqua invece, esplorando i mondi, si imbatte molte volte in Terra, di cui apprende le azioni intraprese e sarà costretta in alcune occasioni a porvi rimedio.
A un certo punto i tre si ritrovano contemporaneamente nel Giardino radioso: dopo aver sconfitto un gigantesco e potente Nesciens unendo le forze, hanno finalmente occasione di parlare. Dopo che Ventus rivela di essersi imbattuto in Vanitas, viene invitato da Aqua e Terra a tornare a casa, con quest'ultimo che gli rivela che lui e l'amica hanno necessità di affrontare una missione pericolosa. In risposta, Aqua esprime la sua preoccupazione per lui, rimproverandolo delle azioni compiute nei precedenti mondi e dicendogli di non avvicinarsi così pericolosamente all'Oscurità: Terra, intuendo che l'amica fosse stata inviata dal maestro Eraqus per sorvegliarlo e offeso dai loro sospetti, va via. Rattristato dall'accaduto, Ven rimprovera Aqua per i sospetti e, dopo averle rinfacciato che l'esser diventata Maestra del Keyblade le abbia dato alla testa, si rifiuta di tornare a casa con lei, rimettendosi all'inseguimento di Terra., che intanto ha "liberato" il maestro Xehanort dalle grinfie di Braig, cadendo però ulteriormente nell'Oscurità per riuscire a "salvarlo", proprio come aveva macchinato l'anziano maestro.
Ricominciato il viaggio tra i mondi, Terra raggiunge le Isole del destino, dove trova l'albero dai frutti "a forma di stella" (l'albero di paopu) e si imbatte in due bambini, Sora e Riku; parlando con quest'ultimo, viene a conoscenza della sua intenzione un giorno di voler raggiungere il mondo esterno e diventare più potente, così da avere la forza per proteggere le persone a lui care: per questo motivo Terra lo nomina suo successore, destinato a diventare un giorno detentore del Keyblade. Poco dopo giunge qui anche Aqua, incontrando a sua volta i due bambini e, dopo aver percepito in Riku il potere conferitogli da Terra, incoraggia Sora a restare al fianco dell'amico e proteggerlo e aiutarlo nel caso dovesse perdere la via. Durante il viaggio, i tre dovranno confrontarsi con Vanitas e Xehanort, che iniziano a rivelare i loro oscuri piani: Aqua, infatti, prima al Giardino radioso e poi sull'Isola che non c'è, è costretta al combattimento da Vanitas, che vuole testare anche la forza della ragazza. Terra e Ven invece si ritrovano a confrontarsi con Xehanort, che li inganna e manipola per ultimare il suo piano. Ven infatti trova il Frammento di stella di Topolino e si ritrova alla Torre misteriosa grazie ad esso, tramite il potere di Yen Sid scopre che Topolino si trova privo di sensi al suolo nella Landa del mistero. Ven va a soccorrere Topolino ma ad aspettarlo c'è Xehanort, che gli rivela la verità sul suo passato: il giovane infatti possiede un potere incredibile che, se canalizzato a dovere, può generare un'arma potentissima, l'unica lama in grado di dominare su ogni potere e aprire il Kingdom Hearts: il leggendario χ-blade (Ki-blade). Xehanort l'aveva notato anni addietro, e per questo aveva preso Ventus come allievo; non riuscendo a spingerlo a sprigionare l'Oscurità necessaria a forgiare l'arma, decise di "frammentare" il cuore di Ven estraendone l'Oscurità, che si condensò formando Vanitas. Ventus è incredulo nonostante i ricordi comincino a riaffiorare nella sua mente e Xehanort, per convincerlo, lo rispedisce alla Terra di partenza per farsi raccontare la verità da Eraqus. Tornato al palazzo, il giovane si confronta col maestro che gli conferma ciò che Xehanort ha detto, e gli rivela che egli ha da sempre cercato di capire come Oscurità e Luce possano raggiungere un perfetto equilibrio, ma che nel farlo ha intrapreso strade oscure, scoprendo l'esistenza del χ-blade e del potere che lo può generare: per questo motivo ha protetto Ven tenendolo segregato in quel mondo, e per impedire che il suo destino si compia, Eraqus decide a malincuore di ucciderlo: prima che possa farlo, indirizzato lì da un fintamente preoccupato Xehanort, sopraggiunge Terra, che dopo aver portato via l'amico tramite un Vicolo, si vede costretto a combattere per proteggersi dal maestro. Eraqus viene sconfitto e si scusa con Terra per essere arrivato ad attaccare lui e Ven, biasimandosi appena prima che Xehanort lo colpisca alle spalle, uccidendolo: l'anziano maestro rivela finalmente tutta la sua malvagità e dopo aver gettato la Terra di partenza all'interno di una tormenta di Oscurità, provoca Terra dicendogli di raggiungerlo al Cimitero dei Keyblade. Ventus, intanto, si ritrova sulle Isole del destino, dove si imbatte in Vanitas, che lo istiga a combatterlo per generare il χ-blade, minacciando di prendere le vite di Aqua e Terra se non lo avesse raggiunto al Cimitero dei Keyblade. Nel frattempo Aqua, dopo aver trovato Topolino svenuto nello spazio tra i mondi e averlo accompagnato da Yen Sid, da quest'ultimo riceve la notizia della morte di Eraqus. Quando scopre che Xehanort lo ha eliminato grazie all'aiuto di Terra, si rifiuta di crederci e decide di raggiungere l'amico.
I tre si rincontrano al Cimitero nel mezzo di un crocevia composto dagli antichi Keyblade degli innumerevoli Maestri caduti in quella landa, durante il nefasto evento noto come la "Guerra dei Keyblade". Lì, Terra confessa ad Aqua di esser stato soggiogato da Xehanort e di essersi perso nell'Oscurità, ma la vergogna che prova è tale che ora vuole riscattarsi sconfiggendo il maestro; Aqua però lo ammonisce che la volontà di Xehanort è proprio che lui lotti cosicché possa sfruttare l'Oscurità dentro di lui. Li raggiunge poi Ven che, distrutto dalle rivelazioni sul suo scopo, vuole solamente evitare di costituire un pericolo per gli altri, e chiede ai suoi due amici di finirlo se dovesse avere la peggio contro Vanitas. Xehanort e Vanitas arrivano sul campo di battaglia e lo scontro comincia, violento e senza esclusione di colpi.
Xehanort utilizza i suoi poteri per rivelare nel cielo la porta per Kingdom Hearts e deformare e scuotere il terreno. Ventus, nel tentativo di aiutare Terra nel suo duello contro il perfido maestro, tenta di colpire quest'ultimo da dietro, ma la sua mossa viene schivata e l'anziano lo congela e scaglia giù da una rupe. Dopo aver assistito a ciò, Terra, ricolmo di rabbia, affronta contemporaneamente Xehanort e Vanitas, ma poco dopo l'anziano incarica il pupillo di fondersi con Ven e di eliminare Aqua; Terra cerca di fermare Vanitas ma viene bloccato da Xehanort, che lo costringe al duello. Intanto Aqua, dopo aver preso al volo Ven, si trova a doversi difendere da Braig, venendo tuttavia tramortita alle spalle da Vanitas, il quale viene fermato da Ven appena prima che possa infliggerle il colpo di grazia. Durante lo scontro, Vanitas saggia le abilità di Ven, e vedendo che le loro forze si eguagliano, lo immobilizza rivelandogli di essere la fonte dei Nesciens, che aveva usato proprio per spingerlo a migliorare le proprie abilità e quindi, ora che sono forti in egual misura, si fondono. Sulla montagna, intanto, Terra riesce a battere Xehanort, che però estrae il proprio cuore per impiantarlo in Terra. Il ragazzo tenta invano di proteggersi attivando la sua armatura e l'anziano si impossessa del suo corpo: il maestro Xehanort si dissolve soddisfatto mentre dall'armatura emerge il nuovo, giovane Xehanort. Tuttavia, mentre questo si appresta ad allontanarsi da quel luogo, viene intrappolato dalla Volontà residua del giovane, che si lancia in uno scontro senza esclusione di colpi per riprendersi il corpo e fermare Xehanort. Contemporaneamente Aqua viene risvegliata da Topolino, con il quale raggiunge Ventus. Topolino però si accorge che qualcosa non quadra e scoprono che Ventus è stato posseduto da Vanitas il quale, armato ora del χ-blade, mette entrambi alle strette senza troppe difficoltà. Intanto infuria il duello all'ultimo sangue nel cuore condiviso di Ventus e Vanitas, con quest'ultimo che cerca di fondere anche i loro cuori cosicché il χ-blade possa essere davvero completo; Ven però riesce a sopraffare la sua controparte oscura distruggendo il χ-blade, anche se al costo del proprio cuore. Mentre lo scontro all'interno del cuore di Ventus-Vanitas si è concluso, Aqua invoca il potere di Terra e Ven e si lancia in un ultimo disperato assalto: la disfatta del cuore di Vanitas causa il collasso del χ-blade e permette ad Aqua di avere la meglio sopraffacendo l'avversario e recuperando poi il corpo esanime di Ven, salvandolo dal χ-blade in collasso poco prima che esploda. Intanto la Volontà residua di Terra ha sconfitto Xehanort, il quale è incosciente a terra, ma non può far altro che piantare il suo Keyblade nel suolo e aspettare lì inginocchiato, giurando che troverà un modo di sistemare le cose mentre viene avvolto dall'onda d'urto generata dall'esplosione.
L'onda d'urto scaraventa Xehanort al Giardino radioso mentre Topolino, Aqua e Ven si ritrovano a vagare nello spazio tra i mondi. Aqua e Ven vengono tratti in salvo da Topolino che, col suo Frammento di stella, li conduce sani e salvi alla Torre misteriosa. Qui Aqua scopre che Ventus è caduto in un sonno profondo da cui non può svegliarsi poiché il suo cuore ha lasciato il corpo e vaga ora tra Luce e Oscurità, alla ricerca di una presenza amica; Yen Sid incoraggia però la ragazza a credere nell'amico per permettere al cuore di seguire la sua luce e ritornare nel suo corpo.
Episodio finale
Aqua abbandona la Torre misteriosa, portando sulle proprie spalle l'esanime Ventus alla ricerca di un posto sicuro dove lasciar riposare il ragazzo: la via gli viene indicata proprio da Ven che, pur incosciente, apre un Vicolo che li conduce alla Terra di partenza, devastata dalla tempesta oscura. Aqua rimane attonita alla vista della distruzione della loro casa e, dopo aver raccolto il Tutore del Maestro (il Keyblade di Eraqus), porta Ven nel salone centrale della loro accademia, posandolo sul trono dove sedeva il suo maestro, per poi usare il Tutore per attivare un meccanismo segreto che sarebbe servito a proteggere quel mondo: Aqua quindi trasforma la Terra di partenza nel Castello dell'Oblio, il luogo labirintico dove chiunque eccetto chi lo ha evocato avrebbe perso gradualmente la memoria; il salone principale diviene anche una sala segreta nella quale Aqua lascia Ven, stanza alla quale solo lei è in grado di arrivare: la Stanza del risveglio. Uscendo dal Castello, Aqua avverte il richiamo di Terra e lo raggiunge al Giardino radioso. Lì, Aqua trova un amnesico Terra-Xehanort, che le chiede quale fosse il suo nome, ma Xehanort riprende il possesso del corpo del ragazzo dicendo ad Aqua che è troppo tardi. In risposta, allora, Aqua, riconoscendosi come Maestra di Keyblade, gli intima di restituire il cuore dell'amico, dopo di che i due iniziano un lungo scontro in cui Xehanort, non riuscendo a sconfiggere la ragazza grazie anche alla resistenza del cuore di Terra, tenta di liberarsi dei resti di quest'ultimo e si trafigge col proprio Keyblade: facendo ciò però finisce per danneggiare il suo stesso cuore e sprofonda privo di forze nel Regno dell'Oscurità. Aqua si lancia nel recupero di Terra, e quando capisce che entrambi non possono salvarsi, si sacrifica cedendo all'amico la sua armatura e il suo Keyblade permettendogli di tornare nel Regno della Luce al costo di rimanere rinchiusa in quello dell'Oscurità.
Terra-Xehanort viene trovato quindi da Braig e soccorso da Ansem il Saggio; chiedendogli chi fosse, Ansem riceve in risposta solo il nome del ragazzo, "Xehanort", e saggiando le gravi condizioni nelle quali il giovane gravava, decide di accoglierlo come suo allievo. Intanto, alle Isole del destino, Sora, mentre è in compagnia di Riku, sente in sé una profonda tristezza, e accogliendo il suggerimento dell'amico di aprire il suo cuore e ascoltare colui che sta soffrendo, si ritrova dunque a comunicare nuovamente con il cuore di Ventus, che gli rivela di aver sentito la sua voce trapassare l'Oscurità in cui era avvolto, e decide di rimanere al suo fianco e riposare all'interno del cuore del bambino. Aqua intanto si ritrova sperduta nel Regno dell'Oscurità e, avendo perso la concezione del tempo da quando vi è entrata, si avvilisce quando un gruppo di Darkside le sbarra la strada; la ragazza si arrende senza neanche combattere, ma viene salvata dai Keyblade di Terra e Ventus, che sconfiggono gli Heartless ridandole la speranza, che guarda il suo Trovavia ora decisa a trovare una via d'uscita.

### Epilogo -Momenti oscuri
Verità nascoste
Nel suo cuore, Terra ha una discussione con Xehanort, stupito che il ragazzo sia riuscito a resistere così a lungo alla sua Oscurità e che continui a farlo. Dopo che Terra gli rivela che è più forte di quanto sembri e che è aiutato dalla luce del suo maestro Eraqus, Xehanort controbatte che ha altre vie per tornare in vita, oltre che il suo corpo.
Sagome impresse nella memoria
Braig cerca di capire se il misterioso uomo che hanno trovato al Giardino radioso sia Terra oppure il suo vecchio mentore Xehanort, mentre Ansem li scruta da lontano, pensieroso e preoccupato dall'interesse di Braig per il suo nuovo discepolo.
I due che non si sarebbero mai dovuti incontrare
Ansem il Saggio, al Limitare oscuro, viene raggiunto da Aqua. Parlando, Aqua rivela di star cercando un modo per tornare nel Regno della Luce dai suoi amici, e Ansem le dice che le ha ricordato di un ragazzo come lei, sempre fedele ai propri amici, che ha salvato la Luce dei mondi più di una volta. Aqua, all'oscuro degli eventi accaduti, chiede se i mondi fossero nuovamente in pericolo e Ansem le risponde di sì, ma che "quel ragazzo" armato di Keyblade ogni volta sia riuscito a salvarli: Aqua, sorpresa, chiede all'uomo se il ragazzo si chiamasse Terra o Ven ma Ansem risponde in maniera negativa, aggiungendo però di come lui abbia inserito nel cuore del ragazzo le informazioni delle sue ricerche sperando così di rimediare ai suoi errori, credendo lui sia colui che aprirà la porta giusta e potrà salvare tutti coloro in attesa della propria "nascita dal sonno". Aqua, incuriosita, chiede ad Ansem il nome del ragazzo.
Tutti i pezzi si rimettono insieme
Tutti i personaggi che devono essere salvati sanno che Sora è l'eroe che verrà a salvare loro e i mondi, e invocano il suo nome; Aqua, capendo e rincuorandosi, si commuove per poi invocare il nome del ragazzo a sua volta.
Là dove lo attendono
Sora e Riku discutono della lettera di Topolino, pronti per partire e sottoporsi all'esame del Simbolo di maestria sotto la guida di Yen Sid.

### Episodio segreto -A fragmentary passage
Aqua è determinata a uscire dal Regno dell'Oscurità per salvare Terra e andare a svegliare Ventus, come aveva loro promesso, e si addentra quindi in quell'intricato e pericoloso luogo a lei ignoto. Durante il lungo tempo in cui rimane rinchiusa lì, la giovane incontra e combatte per la prima volta le creature dell'Oscurità: gli Heartless. Avanzando, finisce per combattere contro un potente e veloce Heartless ferino, che viene sconfitto dopo un'ardua battaglia, dopo di che si ritrova all'improvviso in un mondo incontrato nel suo viaggio: il Castello dei sogni, sormontato da minacciose nubi oscure.
Epilogo segreto - Birth by Sleep -Volume Two-
Si vedono Topolino che si aggira nel Regno dell'Oscurità, il giovane Xehanort che si trasforma nelle sue future versioni (Ansem, Xemnas e il maestro Xehanort), e infine Sora e Ventus, rispettivamente alle Isole del destino e nella Stanza del risveglio, sparire.

## Modalità di gioco
Il gioco è diviso in tre scenari distinti, con ogni scenario che circonda la storia dei tre personaggi principali: Terra, Ventus e Aqua. Ogni scenario ha in comune alcuni luoghi con gli altri due personaggi mentre altri saranno accessibili solo ad uno o due tra loro. Il gameplay di ogni scenario si differenzia in base alla personalità e le abilità di ogni personaggio: Terra è il più potente in termini di danni fisici ma più lento, Ventus è il più veloce ed equilibrato, Aqua è specializzata nell'uso della magia. I giocatori sono in grado di scegliere quale dei tre personaggi scegliere dopo il breve prologo, e non si potrà passare ad un altro nel mezzo dell'avventura.
Nomura ha suggerito di percorrere la storia nel seguente ordine: Terra, Ventus, Aqua, permettendo così al giocatore di capirne meglio la trama. Inoltre, i tre scenari sono molto diversi (alcune aree dei mondi sono persino inaccessibili con un dato personaggio) e condividono la stessa storia solo per i primi minuti del gioco ed in alcuni momenti nei quali i tre detentori del Keyblade si ritrovano insieme in alcuni mondi.

### Console dei comandi

Una fase di combattimento del gioco che vede Terra contro Zack Fair. Nell'HUD sono visibili gli elementi caratteristici del gameplay di questo capitolo: la console dei comandi equipaggiati con un comando Epilogo (angolo sinistro in basso), e le nuove barre Focus (gialla) e Unione-D (blu) nelle statistiche del PG (angolo destro in basso). Notare l'assenza della barra degli MP.

Il gameplay di base riprende quelli degli altri Kingdom Hearts ma si sviluppa, similmente a quanto già introdotto con 358/2 Days e Re:Chain of Memories, attorno ai comandi: abilità di attacco, di "tiro" o di azione che i tre protagonisti sfruttano in combattimento assieme ai loro attacchi base o durante l'esplorazione delle aree di gioco. Questi comandi, in base alla loro categoria, vanno inseriti nella rispettiva console affinché siano disponibili durante il gioco. Inoltre hanno un proprio sistema di punti esperienza: una volta raggiunto un dato livello, i comandi possono ottenere effetti aggiuntivi ed essere fusi tra loro a coppie, sbloccando nuovi e più potenti comandi in base a quelli che si è deciso di fondere - tuttavia non tutte le combinazioni sono effettuabili e ciò impedisce che i comandi selezionati possano essere fusi qualora non diano alcun risultato. La fusione e l'esperienza dei comandi inoltre sono alla base delle abilità passive di un personaggio, che in Birth by Sleep non si basano più sugli AP (punti abilità): qui un'abilità è legata ad un comando ed è attiva fintanto quel comando è equipaggiato nella console; tuttavia, quando quel comando raggiunge il suo livello massimo, l'abilità ad esso associata diventerà permanente.
I comandi di attacco costituiscono l'arsenale primario di mosse di ogni personaggio e sono elencati nella console che il giocatore possiede nell'HUD: questi sono sia attacchi fisici che magici e pertanto non è implementato l'uso degli MP per questi ultimi. Una volta usati in battaglia, questi comandi richiedono un tempo di ricarica prima che possano essere usati di nuovo, genericamente richiedendone uno maggiore per i comandi più avanzati e potenti. Nella console possono anche essere equipaggiati gli oggetti, che non hanno tempo di ricarica ma si esauriscono, liberando lo slot nella console una volta terminati. I comandi azione invece sono tutte le abilità di supporto e di movimento che un protagonista può compiere dentro e fuori dai combattimenti: questi comandi comprendono parate, schivate e contrattacchi, ma anche altre abilità come il doppio salto e la planata.
Sopra alla console dei comandi c'è una barra che si riempie quando un attacco colpisce un nemico e che inizia a scaricarsi dopo qualche secondo che non si manda a segno un colpo. Se viene riempita senza soddisfare determinati requisiti, il PG può effettuare un attacco più potente del solito chiamato Epilogo: questi possono evolvere completando determinati obiettivi durante il gioco (come il raggiungimento di un dato numero di nemici sconfitti o l'uso di determinate abilità) e sono vari sia nel tipo di attacco che nelle proprietà dello stesso, con alcuni che sono unici per ognuno dei tre protagonisti. Tuttavia, riempiendo la barra utilizzando alcuni tipi di comandi assieme agli attacchi base, si avrà la possibilità di accedere ad un determinato Stile di comando, il quale potenzia temporaneamente il personaggio e ne modifica gli attacchi e le caratteristiche, con la barra dei comandi che ottiene un ulteriore livello da riempire e che, una volta saturata, permette di realizzare ulteriori Epiloghi devastanti e spettacolari. Quando viene usato l'Epilogo o la barra si svuota, lo Stile attivo verrà perso fino al nuovo riempimento della barra.

#### Barra Focus
Categoria a parte sono i comandi definiti di "tiro", che permettono ai PG di scatenare potenti e durevoli attacchi che possono prendere anche più nemici assieme. Questi comandi, iniziati premendo entrambi i tasti dorsali, spostano la visuale in prima persona e fanno apparire a schermo un mirino col quale vanno agganciati i nemici: ogni nemico può essere agganciato più volte e ciò consente di riempire un contatore fino al massimale di colpi del comando. In qualsiasi momento di questa fase di carica, il comando può essere attivato indipendentemente dal contatore raggiunto: più il numero è basso, meno durerà l'attacco. Se il contatore viene fatto arrivare al valore massimo, alla prima fase di attacco ne verrà aggiunta una seconda che varia da comando a comando tra quattro tipi:
- Raffica di bottoni (ボタン連打?, Botan renda), in cui il giocatore deve ripetutamente e velocemente premere il tasto di attacco;
- Casuale (ランダム?, Randamu), in cui, per terminare il comando, il giocatore deve premere la serie di pulsanti mostrata a schermo;
- A tempo (タイミング?, Timing), in cui il giocatore deve premere a tempo il tasto di attacco seguendo gli input a schermo;
- Rotazione dell'analogico (パツド回転?, Paddo kaiten), in cui il giocatore dovrà ruotare per qualche secondo la levetta analogica sinistra.

I comandi di tiro sono legati alla barra Focus: una barra gialla simile nell'aspetto alla barra Turbo di Kingdom Hearts II che si riempie colpendo i nemici e si svuota attivando i comandi di tiro; quando si svuota del tutto, il reticolo del mirino diventerà rosso ed il contatore del comando si fermerà all'ultimo numero raggiunto. I comandi di tiro quindi possono essere attivati indipendentemente da quanto sia piena la barra Focus, ma non è garantito che la quantità di barra rimasta garantisca tempo sufficiente per attivarne il massimo potere.

### Unione-D
I protagonisti, grazie al loro Trovavia, hanno la capacità di legarsi ai personaggi che incontrano durante il loro viaggio, potendo evocare il loro potere: questa abilità si chiama Unione dimensionale, o Unione-D. L'Unione funziona in maniera simile alle evocazioni ma, piuttosto che chiamare a sé un dato personaggio, Aqua, Terra e Ven ne traggono il potere: così facendo la loro console dei comandi viene sostituita da quella del personaggio a cui ci si è legati così come l'Epilogo delle combo. Per utilizzare un'Unione è necessario che la barra Unione (blu e posta sopra l'icona del PG) sia piena mentre l'Unione termina automaticamente quando si svuota o se il giocatore la interrompe manualmente. La barra si riempie mediante i premi Unione (delle stelle blu) ottenute dai nemici. Tuttavia, sconfiggere i nemici usando un'Unione può talvolta generare un emblema Unione che, raccolto dal giocatore, aumenta la forza del legame donando un'abilità passiva peculiare ed ampliando/potenziando i comandi nella console: ogni Unione può essere potenziata due volte.

### Multigiocatore
Il gioco supporta fino a sei giocatori alla volta in quattro modalità multigiocatore locale, tutte accessibili dal mondo Arena del miraggio e nelle quali i giocatori controllano versioni "alternative" in armatura di Terra, Ventus e Aqua chiamate rispettivamente "il giovane in armatura" (鎧の青年?, Yoroi no seinen), "il ragazzo in armatura" (鎧の少年?, Yoroi no shōnen) e "la fanciulla in armatura" (鎧の少女?, Yoroi no shōjo). Stabilire record nell'Arena del miraggio fa guadagnare ai giocatori medaglie che possono essere scambiate con oggetti rari nel gioco. Le modalità disponibili sono:
- Versus, la quale consente di partecipare ad una sfida tutti contro tutti a tre giocatori in cui si possono equipaggiare liberamente i comandi, o ad una lotta tra due squadre composte di tre membri con set di comandi preimpostati;
- Arena, in cui un massimo di tre giocatori combattono assieme in eventi simili a quelli già apparsi al Monte Olimpo nei precedenti capitoli della serie, affrontando vari round di orde di Nesciens e/o boss;
- Corse folli, che permette fino a sei giocatori di gareggiare l'uno contro l'altro sui loro alianti Keyblade attraverso i circuiti della Città Disney, ostacolandosi a vicenda per ottenere la vittoria;
- Tabellone dei comandi, dove fino a tre giocatori competono in un gioco da tavolo per ottenere il punteggio necessario a vincere la partita, sfruttando i propri comandi e le proprie risorse per prevalere sugli avversari.[11]

Nella raccolta HD 2.5 Remix (e successivamente anche in HD 1.5 + 2.5 Remix), l'Arena del miraggio è stata resa disponibile unicamente per giocatore singolo, come rivelato da Tai Yasue nella conferenza Square Enix dell'E3 2014.

## Personaggi
I tre personaggi principali sono Terra, Aqua e Ventus, un trio di apprendisti del Keyblade presso il maestro Eraqus, e che aspirano a diventare loro stessi Maestri. Un altro Maestro, Xehanort, e il suo apprendista Vanitas fungono da antagonisti del gioco. Tornano inoltre altri personaggi dei giochi precedenti, come Sora, Riku e Kairi da bambini, sebbene ricoprano ruoli meno importanti, così come le forme umane di alcuni che in seguito formeranno l'Organizzazione XIII. Come per gli Heartless in Kingdom Hearts e i Nessuno in Kingdom Hearts II, Birth by Sleep introduce un nuovo tipo di nemico: i Nesciens, creature che incarnano e si nutrono della negatività delle persone.
Come per gli altri giochi della serie, Birth by Sleep presenta un ampio cast di personaggi Disney. Il più importante di questi personaggi è Topolino, il quale, non ancora re del Castello Disney, è anch'egli un apprendista per diventare Maestro del Keyblade sotto lo stregone Yen Sid. Paperino e Pippo, che assistono Sora nella maggior parte degli altri giochi, appaiono in ruoli minori. La maggior parte degli altri personaggi Disney rimangono nei rispettivi mondi indipendentemente dalla loro importanza generale per la storia nei precedenti titoli, come Malefica e Pietro Gambadilegno, che erano stati tra i principali antagonisti di Kingdom Hearts e Kingdom Hearts II, e un certo numero di Principesse del cuore. Alcuni personaggi (come Esperimento 626, il principe Filippo e Topolino) combattono occasionalmente al fianco del giocatore in battaglie, fornendo assistenza ed eseguendo attacchi combinati per aiutarlo a procedere; tuttavia questi appaiono solo in specifiche battaglie contro i boss e non seguono i PG nell'esplorazione dei mondi. A differenza degli altri titoli principali, che includevano anche personaggi appartenenti alla serie Final Fantasy, Birth by Sleep presenta solo due di essi: Zack Fair di Final Fantasy VII e i Moguri, creature presenti in molti dei giochi di Final Fantasy, che vendono oggetti al giocatore. Poiché Birth by Sleep è un prequel del primo titolo di Kingdom Hearts, lo staff ha deciso di aggiungere Zack al titolo poiché è protagonista del prequel di Final Fantasy VII, Crisis Core: Final Fantasy VII.

## Ambientazione
Il gioco è ambientato dieci anni prima degli eventi di Kingdom Hearts e tratta di tre giovani custodi del Keyblade: Terra, Ventus e Aqua, che sotto l'ala del Maestro Eraqus si allenano per diventare Maestri a loro volta. I tre si vedono costretti ad affrontare l'insorgenza dei Nesciens, una nuova razza di esseri oscuri che minaccia l'equilibrio dei mondi.
Come ogni gioco della serie, anche Birth by Sleep si articola tra vari mondi basati su proprietà Disney ed altri mondi originali; alcune delle aree di questi mondi sono visitabili esclusivamente da uno dei tre personaggi del gioco in base al ruolo che questi hanno nella trama.
In questo capitolo la maggior parte dei mondi sono nuovi alla serie: solo alcuni come il Giardino radioso o il Monte Olimpo fanno ritorno mentre gli altri sono inediti e in particolare il Bosco dei nani (tratto da Biancaneve e i sette nani), il Castello dei sogni (tratto da Cenerentola) ed il Dominio incantato (tratto da La bella addormentata nel bosco) erano i mondi legati a una Principessa del cuore che ancora non erano stati mostrati nella serie. In più fa apparizione per la prima volta come mondo giocabile nella serie il Regno dell'Oscurità, giocabile con Aqua nell'Episodio segreto.

## Sviluppo
Lo sviluppo del gioco è iniziato nel giugno 2005 ed era originariamente previsto per PlayStation 2. Sora avrebbe dovuto essere inoltre il primo protagonista del gioco. Birth by Sleep è stato sviluppato dalla quinta Product Development Division di Square Enix, con sede a Osaka, lo stesso team dietro Kingdom Hearts Re:Chain of Memories, e utilizza lo stesso motore grafico di Crisis Core: Final Fantasy VII e Dissidia Final Fantasy. Durante lo sviluppo di Kingdom Hearts II, il team di Osaka aveva infatti chiesto di essere coinvolto in uno spin-off qualora ne fosse stato realizzato uno. Lo sviluppo del gioco è iniziato prima dell'uscita della raccolta Kingdom Hearts II Final Mix+: la trama era stata ultimata, ma lo sviluppo fu interrotto sei mesi dopo l'inizio a causa dello sviluppo di Re:Chain of Memories. Quando venne ripreso, il team preferì spostare il gioco su PlayStation Portable in modo da utilizzare le funzioni della console come il gameplay multigiocatore cooperativo e competitivo. Il titolo del gioco è basato sul finale segreto di II Final Mix, "Birth by sleep", un titolo che il direttore Tetsuya Nomura aveva concepito in quanto desiderava una frase contenente "by" e in lingua inglese come i giochi precedenti. Nomura ha definito il gioco "Kingdom Hearts 0", dicendo che è importante quanto Kingdom Hearts e Kingdom Hearts II, e sullo stesso livello dei due giochi.
All'inizio dello sviluppo del gioco, Nomura aveva già in mente varie scene come la conversazione di Terra e Riku per spiegare la capacità di quest'ultimo di brandire il Keyblade nei giochi originali. Varie parti della trama hanno dovuto essere modificate per rendere il gioco più leggero, quali la morte di Eraqus per mano di Xehanort dopo essere stato sconfitto da Terra, il come la storia di Aqua sarebbe dovuta finire con lei già intrappolata nel Regno dell'Oscurità, e il rapporto tra Ventus e Sora. Due dei protagonisti appena introdotti, Ventus e Terra, erano basati su altri personaggi del franchise, mentre il design di Aqua non aveva una base. Tuttavia, gli abiti che indossano hanno lo scopo di espandere il legame discepolo-maestro mostrato nel gioco. I mondi Disney furono scelti per espandere i personaggi delle Principesse del cuore e quelli di Malefica, che sono collegati agli eventi del primo Kingdom Hearts, mentre l'Isola che non c'è e lo Spazio assoluto sono stati scelti per aggiungere varietà al gioco e il Monte Olimpo è stato selezionato per mettere in contrasto "il passato ed il presente".
Birth by Sleep è stato diretto da Nomura e co-diretto da Tai Yasue. È stato annunciato insieme a Kingdom Hearts 358/2 Days e Kingdom Hearts Coded al Tokyo Game Show il 20 settembre 2007, dove è stato mostrato un trailer in un teatro senza possibilità di scattare foto. Nuovi trailer furono mostrati al Jump Festa 2008 nel dicembre 2007 e al DKΣ3713 Private Party, un evento solo su invito di Square Enix per i fan, nell'agosto 2008; una demo giocabile era disponibile anche al DKΣ3713. Il numero del 5 giugno 2009 di Famitsu conteneva un'intervista con Tetsuya Nomura, dove diceva che il gioco era, all'epoca, in fase di doppiaggio. Nomura confermò inoltre in un'intervista che Birth by Sleep avrebbe contenuto un finale segreto come in Kingdom Hearts e Kingdom Hearts II che avrebbe rivelato informazioni sul successivo gioco della serie, che confermò essere un gioco principale che avrebbe collegato Birth by Sleep, 358/2 Days e Coded. Affermò inoltre che una demo di Birth by Sleep sarebbe stata effettivamente giocabile al Tokyo Games Show 2009 insieme a un nuovo trailer. All'inizio di ottobre 2009, Nomura ha rivelato che l'idea del Tabellone dei comandi ha avuto origine da quando era alle elementari poiché a quel tempo era molto affascinato dai giochi da tavolo e creò persino il proprio; quindi voleva incorporare un divertente gioco da tavolo nel capitolo.
Alla fine di ottobre 2009, Nomura rivelò che stava attualmente progettando la copertina di Birth by Sleep, oltre a modificare i ruoli dello staff poiché erano presenti tre personaggi principali nel gioco. Ha anche rivelato che stavano modificando il nuovo filmato di apertura del gioco. Come già era accaduto con Coded e 358/2 Days, Yoko Shimomura, la compositrice principale della serie, compose le tracce più importanti mentre il resto fu realizzato da altri collaboratori. Come Kingdom Hearts e Kingdom Hearts Re:Chain of Memories, Birth by Sleep utilizza per la sigla iniziale "Hikari" di Hikaru Utada nella versione giapponese e "Simple and Clean" in quella internazionale.

### Final Mix
In un'intervista venne chiesto a Tetsuya Nomura  se Square Enix avrebbe pubblicato una versione internazionale Final Mix di Birth by Sleep a cui rispose che sebbene lui avrebbe voluto, la popolarita di Kingdom Hertas Ii Final Mix derivò dal suo accoppiamento con Re:Chain of Memories, e che quindi la decisione era in sospeso. Il 15 settembre 2010, Square Enix ha annunciato che questa versione sarebbe uscita nel gennaio 2011 in Giappone, e che avrebbe contenuto con un nuovo episodio giocabile (il sopracitato Episodio segreto) ed altri contenuti che non vennero inseriti nella versione giapponese del gioco originale ma presenti nelle versioni europee ed americane. Esclusiva di questa versione è la possibilità di affrontare due potenti nuovi boss segreti nell'Arena del miraggio presenti solo nella versione giapponese: l'armatura di Eraqus e Senzacuore (l'armatura di Xehanort). Come per The 3rd Birthday, Kingdom Hearts Birth by Sleep Final Mix includeva un codice che permette ai giocatori che hanno acquistato Dissidia 012 Final Fantasy di ottenere nuovi contenuti scaricabili, come un costume alternativo per il personaggio di Cloud Strife

## Versioni
Kingdom Hearts Birth by Sleep è disponibile solo per il formato UMD e non è stato pubblicato in formato digitale per PlayStation Network. Inoltre sul profilo del gioco sul sito ufficiale giapponese della PlayStation, la PSP Go è stata esclusa dai modelli PSP che supportano il gioco.

## Accoglienza
| Testata                            | Giudizio |
| ---------------------------------- | -------- |
| Metacritic (media al 23-5-2021)    | 82/100   |
| 1UP.com                            | B+       |
| Eurogamer                          | 7/10     |
| Famitsū                            | 37/40    |
| Game Informer                      | 8,50/10  |
| GameSpot                           | 7,5/10   |
| GamesRadar+                        | 4/5      |
| GameTrailers                       | 8,8/10   |
| GameZone                           | 8,5/10   |
| IGN                                | 8,5/10   |
| PlayStation: The Official Magazine | 4/5      |
| RPGamer                            | 4/5      |
| X-Play                             | 4/5      |

Il gioco ha ottenuto un ottimo successo commerciale durante i primi due giorni di pubblicazione, con oltre 500 000 copie vendute in Giappone. Entro il 14 febbraio, poco più di un mese dopo, il gioco aveva venduto un totale di 800 551 copie. Anche le vendite in Nord America e in Europa risultarono buone. Dopo la sua uscita negli Stati Uniti, è divenuto il sesto videogioco più venduto nel settembre 2010 secondo NPD Group. A novembre 2010, il gioco aveva venduto 1,27 milioni di unità in tutto il mondo con 310 000 e 190 000 copie provenienti rispettivamente dal Nord America e dall'Europa e il resto dal Giappone. Nel novembre 2011, Sony annunciò che Birth by Sleep avrebbe ricevuto il "Gold Prize" per aver venduto oltre 500 000 unità in Giappone.
Prima dell'uscita del gioco, IGN aveva espresso il proprio entusiasmo all'uscita del gioco nel 2010 dopo aver giocato alla demo. 1UP.com ha concordato con tali dichiarazioni, elogiando la grafica e affermando che funzionasse meglio rispetto ai precedenti giochi di Kingdom Hearts. Emersero però alcune critiche riguardo alla demo di Ventus a causa dei continui salti, sebbene si concordasse sul fatto che il gioco avrebbe migliorato la serie. 1UP lo ha anche inserito nell'articolo "I 10 migliori giochi per PSP del 2010", mentre Gamasutra lo ha inserito negli articoli "I giochi più attesi del 2010" e "I giochi più attesi del 2009: PlayStation Portable". IGN lo ha presentato come candidato al "Best of E3 Award" del 2010 nella categoria Migliori giochi per PSP. Anche GameTrailers ha elogiato il nuovo titolo e gli ha conferito una nomination come Miglior gioco per PSP dell'E3 2010.
Kingdom Hearts Birth by Sleep ha ricevuto recensioni positive dalla critica videoludica. Il punteggio medio del gioco è di 82 su 100 su Metacritic, diventando il quarto gioco di Kingdom Hearts con il punteggio più alto dietro Kingdom Hearts, Kingdom Hearts II e Kingdom Hearts III. Il gioco è stato molto apprezzato dalla rivista di giochi giapponese Famitsū, i cui quattro revisori hanno assegnato punteggi di 10/9/9/9, per un totale di 37/40, il terzo gioco più votato della serie Kingdom Hearts dietro Dream Drop Distance e Kingdom Hearts II. Hanno inoltre elogiato la grafica e la musica del gioco, definendoli "superbi", oltre a lodare l'ampia varietà di personalizzazione disponibile per i giocatori grazie ai tre personaggi giocabili. Le battaglie con i boss sono state definenite "vivaci ed emozionanti". I siti web inglesi hanno anche promosso il gioco: GameZone lo ha definito "titolo straordinario che ogni fan di KH deve giocare", trovandolo il miglior gioco portatile della serie. RPGamer ha apprezzato l '"evoluzione" del gameplay sin dall'inizio della serie. PlayStation: The Official Magazine (PSM) ha definito il sistema di combattimento "uno dei più profondi e gratificanti" dalla PSP, mentre IGN lo ha considerato il migliore di tutta la serie. 1UP ha elogiato le differenze tra gli stili di combattimento dei protagonisti, e PSN le ha confrontate con le diverse classi di personaggi dei giochi di ruolo. I tempi di caricamento del gioco, che tendevano ad essere molto lunghi in virtù della limitata memoria di PlayStation Portable, sono stati però fonte di critiche. I revisori hanno inoltre definito i mondi del gioco "vuoti" a causa della mancanza di interazione e hanno anche criticato la telecamera del gioco che a volte rendeva i combattimenti confusi. L'aspetto grafico è stato ben accolto in quanto simile a quello dei giochi per PlayStation 2 ce il gioco ha ricevuto elogi per il design dei mondi, benché sia stata rilevata anche una mancanza di dettagli.
I siti hanno anche elogiato la storia del gioco, per la sua accessibilità come risultato dell'essere un prequel, e per il fatto che non contenesse elementi tipici dei giochi precedenti che tendevano a confondere i giocatori, come le identità dei personaggi. I critici hanno inoltre apprezzato il modo in cui la storia viene raccontata da tre diverse prospettive, il che ha contribuito a fornire diversi punti di vista e ad espandere il tempo in cui il gioco può essere giocato. Tuttavia, alcuni tratti del carattere sono stati criticati come le somiglianze tra i protagonisti con quelli precedenti. Mentre Eurogamer ha affermato che i tre personaggi hanno avuto un impatto minimo sulla trama dei mondi Disney, il ruolo di Terra è stato elogiato da 1UP.com per aver preso le distanze dagli altri due. Sebbene la mancanza di personaggi di Final Fantasy abbia visto opinioni contrastanti, PSM ha suggerito che ciò potesse aiutare ad espandere l'esplorazione dei mondi Disney, mentre il ruolo di Zack è stato trovato adatto da GameZone. Anche il cast inglese di Birth by Sleep ha ricevuto commenti positivi: GameTrailers ha affermato che "presenta uno dei pochi buoni doppiaggi inglesi degli ultimi anni", in particolare la performance di Leonard Nimoy. GameSpot ha apprezzato il doppiaggio di Ventus e Aqua, criticando però quello di Terra e defindendolo uno dei peggiori del gioco
IGN ha presentato il gioco nella serie di articoli "Il gioco del mese" di settembre 2010 nella categoria PSP. Il gioco è stato elencato come uno dei migliori titoli per PlayStation Portable: GamesRadar lo ha collocato al sesto posto e IGN al diciottesimo. In un sondaggio ASCII Media Works, è stato elencato come il decimo miglior gioco del 2010. Ha vinto nella categoria "Miglior videogioco per console portatile" al Japan Expo del 2011 in Francia.